# À cœur ouvert
À cœur ouvert is een Franse dramatische film uit 2012, geregisseerd door Marion Laine. De film is een adaptatie van de roman Remonter l'Orénoque van Mathias Énard

## Verhaal
Mila (Binoche) en Javier (Ramírez) zijn twee hartchirurgen die met elkaar getrouwd zijn en samen in hetzelfde ziekenhuis werken. Javier heeft een drankprobleem waardoor hij geschorst wordt. Bovendien blijkt Mila zwanger te zijn en hoewel ze geen kind wil, besluit ze onder druk van Javier toch het kind te behouden. De plannen om te verhuizen naar Venezuela worden uitgesteld tot na de bevalling.  Doordat Javier geen werk meer heeft begint hij steeds mee te drinken en komt hun relatie onder grote druk te staan.

## Rolverdeling

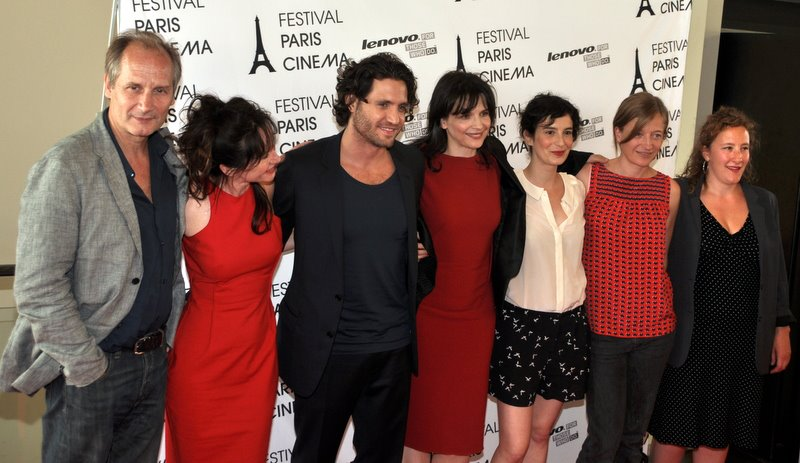
Een deel van de cast op het filmfestival in Parijs

- Juliette Binoche : Mila
- Édgar Ramírez : Javier
- Hippolyte Girardot : Marc
- Amandine Dewasmes : Christelle
- Aurélia Petit : Sylvie
- Bernard Verley : Masson
- Romain Rondeau : David